# Shaiyb al-Banat
Shaiyb al-Banat é uma montanha do leste do Egito, situada no Deserto Oriental Africano, a 40 km do mar Vermelho, entre as cidades de Hurghada e Safaga, na província do Mar Vermelho. Tem 2187 m de altitude e 1747 m de proeminência topográfica.
É a montanha mais alta do leste do deserto do Saara, e o mais alto do Egito que não se situa na península do Sinai. 

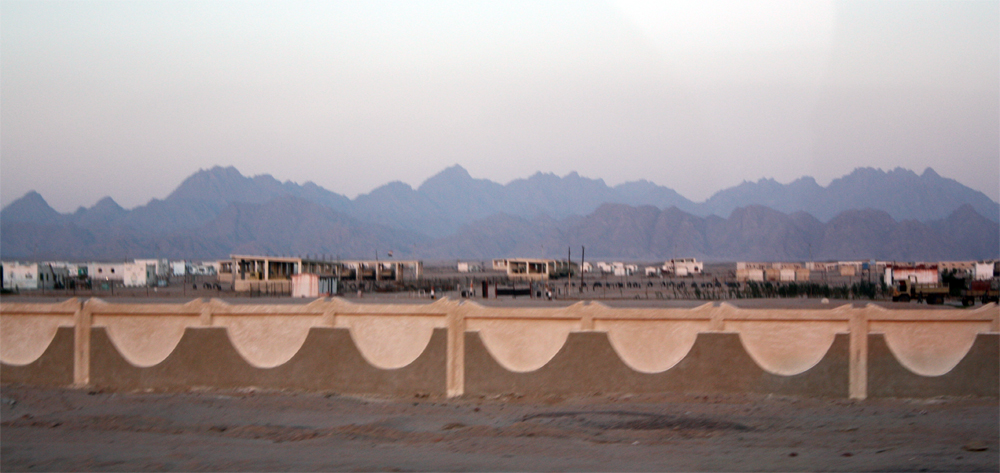
Shayib al-Banat vistas da estrada Hurghada-Safaga.

## Picos
O grupo de picos do Shaiyb al-Banat tem quatro montanhas principais:
- Gebel Abu Dukhan (1705 m.),
- Gebel Qattar (ou Gattar, 1963 m.),
- Gebel Shayeb El-Banat (2187 m.),
- Gebel Umm Anab (1782 m.).